# Łosiów
Łosiów (niem. Lossen) – wieś w Polsce położona w województwie opolskim, w powiecie brzeskim, w gminie Lewin Brzeski
Północno-zachodnia część wsi wznosi się na jednym z dwóch najwyższych na Ziemi Brzeskiej wzgórzu o wysokości około 181 m n.p.m. (Wał Łosiowsko-Michałowski).
Co roku w maju na terenie parku są organizowane targi pod nazwą „Wiosna kwiatów”, przyciągające dziesiątki tysięcy osób z całego województwa. Wydarzenie organizowane jest przez Opolski Ośrodek Doradztwa Rolniczego (OODR), z siedzibą w Łosiowie.
Wiosna kwiatów skupia stoiska z branży ogrodniczej oraz rolniczej, prócz tego wiele stoisk oferuje swoje naturalne wyroby.
We wsi jest przystanek kolejowy Łosiów.

## Nazwa
Według niemieckiego nauczyciela Heinricha Adamy’ego nazwa miejscowości pochodzi od polskiej nazwy łąka lub las. W swoim dziele o nazwach miejscowych na Śląsku wydanym w 1888 r. we Wrocławiu wymienia nazwę miejscowości Lossina podając jej znaczenie „Heidedorf”, czyli po polsku „Wieś na łące, wrzosowisku”. Miejscowość została wymieniona w zlatynizowanej, staropolskiej formie Lossowe w łacińskim dokumencie wydanym w 1238 r. przez Henryka II. Wymieniona pod nazwą Lossow w dokumencie wydanym w 1332 r. w Łosiowie oraz w 1342 r. we Wrocławiu. Niemcy zgermanizowali nazwę na Lossen, w wyniku czego utraciła ona swoje pierwotne znaczenie.

## Historia
Pierwsza wzmianka o wsi pochodzi z 1189 r. z dokumentów biskupa wrocławskiego Żyrosława. Od 1207 do 1810 Łosiów był siedzibą komturstwa zakonu maltańskiego joannitów. W 1945 wieś została włączona do Polski. 11 sierpnia 1954 od wybuchu miny zginęła tu grupka chłopców w wieku od 6 do 14 lat (dzieci pochowane są na cmentarzu w Lewinie Brzeskim).
W latach 1954–1972 wieś należała i była siedzibą władz gromady Łosiów. W latach 1973–1975 miejscowość była siedzibą gminy Łosiów. Od 1975 r. Łosiów należy do gminy Lewin Brzeski.
W latach 1975–1998 miejscowość administracyjnie należała do ówczesnego województwa opolskiego.

## Zabytki
Do wojewódzkiego rejestru zabytków wpisane są:
- kościół parafialny pw. św. Jana Chrzciciela zbudowany został w 1255 r. jako własność joannitów (Rycerski Zakon Kawalerów Maltańskich, którzy przebywali tutaj blisko sześć wieków). Obecny barokowy kościół zbudowany został w 1703 r. i 1728–1731 – XVIII w. z zachowaniem fragmentów murów gotyckich. Odnowiony w 1935 r. Podczas II wojny ucierpiał, po 1945 r. przechodził remonty. W 2008 r. przeszedł gruntowną renowację elewacji i pokrycia dachowego. Kościół jest orientowany (ołtarzem zwróconym w kierunku Ziemi Świętej), o kształcie krzyża łacińskiego, murowany z cegły i otynkowany. Bryła kościoła to: prezbiterium, nawa z dwiema kaplicami i wieża. Prezbiterium zamknięte jest trójbocznie, z zakrystiami po bokach. Wyższa i szersza od niego nawa ma dwie kaplice boczne, otwarte do niej arkadami, nad którymi umieszczono kamienne epitafia z inskrypcjami. Na szczycie nawy znajdują się dwa plafony i krzyż maltański. Nawę zamyka chór muzyczny murowany, wsparty na dwóch ozdobnych filarach. Prezbiterium i nawa mają sklepienia kolebkowe, w kaplicach kolebkowe z lunetami. otwory okienne zamknięte są półkoliście, a dach jest dwuspadowy. Na wieży umieszczono odlany w pracowni Jakuba Goetza gotycki dzwon z 1610 r. Sklepienia świątyni zdobią późnobarokowe iluzjonistyczne polichromowe malunki, z połowy XVIII wieku, przedstawiające sceny z życia św. Jana Chrzciciela, patrona łosiowskiej parafii. Ołtarz główny pochodzi z początków XVIII wieku. W części centralnej rzeźbionej nadbudowy jest Chrystus wsparty na kuli ziemskiej, z namalowanym obrazem świątyni i zabudowań klasztornych oraz postacie – Maryi i Marii Magdaleny. W polu środkowym umieszczono postać św. Jana Nepomucena wśród obłoków i aniołów. Po bokach są alegorie Kościoła Miłującego i Kościoła walczącego. Na tabernakulum znajduje się krzyż maltański. Najcenniejszym i najstarszym zabytkiem kościoła jest gotycka figura Madonny z Dzieciątkiem „Piękna Madonna” (Matka Boska Łosiowska) z 1410 r., wykonana z drewna lipowego przez Jana Józefa Weissa z Otmuchowa, umieszczona w ołtarzu bocznym, w bogato zdobionej motywami akantu późnobarokowej ramie z 1704 r. Uwagę przyciągają: w kaplicy południowej rzeźba Chrystusa Bolesnego (Frasobliwego) z XVII wieku, barokowa ambona, bogato zdobione regencyjne organy z XVIII wieku, misternie rzeźbione balaski, marmurowa chrzcielnica, cztery ławy z barokową płaskorzeźbioną dekoracją o motywach roślinnych na bokach, liczne maltańskie krzyże i kartusze herbowe. cenne obrazy to: Zaślubiny Mistyczne św. Katarzyny (XVIII w.), Biczowanie Chrystusa (pocz. XX w.) W kruchcie zachodniej zachowały się płyty nagrobne z XVI-XVIII w. Najciekawsza upamiętnia komtura Fryderyka von Pannwitza, zmarłego w 1580 z herbami ojcowskimi po lewej, von: Pannwitz, niżej von Reideburg, oraz herbami matczynymi po prawej[13].

Przed Kościołem posadowiona jest barokowa kamienna figura św. Jana Nepomucena z 1709 r., z kartuszem herbowym i inskrypcją. Łosiowski kościół należy do nielicznych w tej części Śląska, który prawie przez cały czas swojego istnienia był świątynią katolicką.
- zespół pałacowy
  - park o powierzchni 5,25 ha. Rosną tu takie gatunki jak magnolia, orzech czarny, miłorząb, platan. W parku naliczono ponad 80 gatunków drzew i krzewów.
- Pałac w Łosiowie. W najwyższym punkcie parku stoi pałac z przełomu XIX/XX w. z efektowną jońską kolumnadą. Na terenie przypałacowym znajduje się misa basenowa oraz fontanna. Fasada budynku 2019 r. została całkowicie odrestaurowana (wraz z wymianą dachówki). Pałac jest widoczny w promieniu kilkunastu kilometrów, pełni funkcję wizytową miejscowości.

inne zabytki:
- kościół ewangelicki został rozebrany po 1945 r., dziś na jego miejscu stoi sklep.
- teren kompleksu OODR (Opolski Ośrodek Doradztwa Rolniczego), do którego prowadzi alejka obok kościoła; ośrodek zajmuje teren dawnego majątku ziemskiego, z którego zachowało się kilka budynków gospodarczych, pałac, spichlerz, park przypałacowy. Kompleks OODR położony jest w zabytkowym parku.

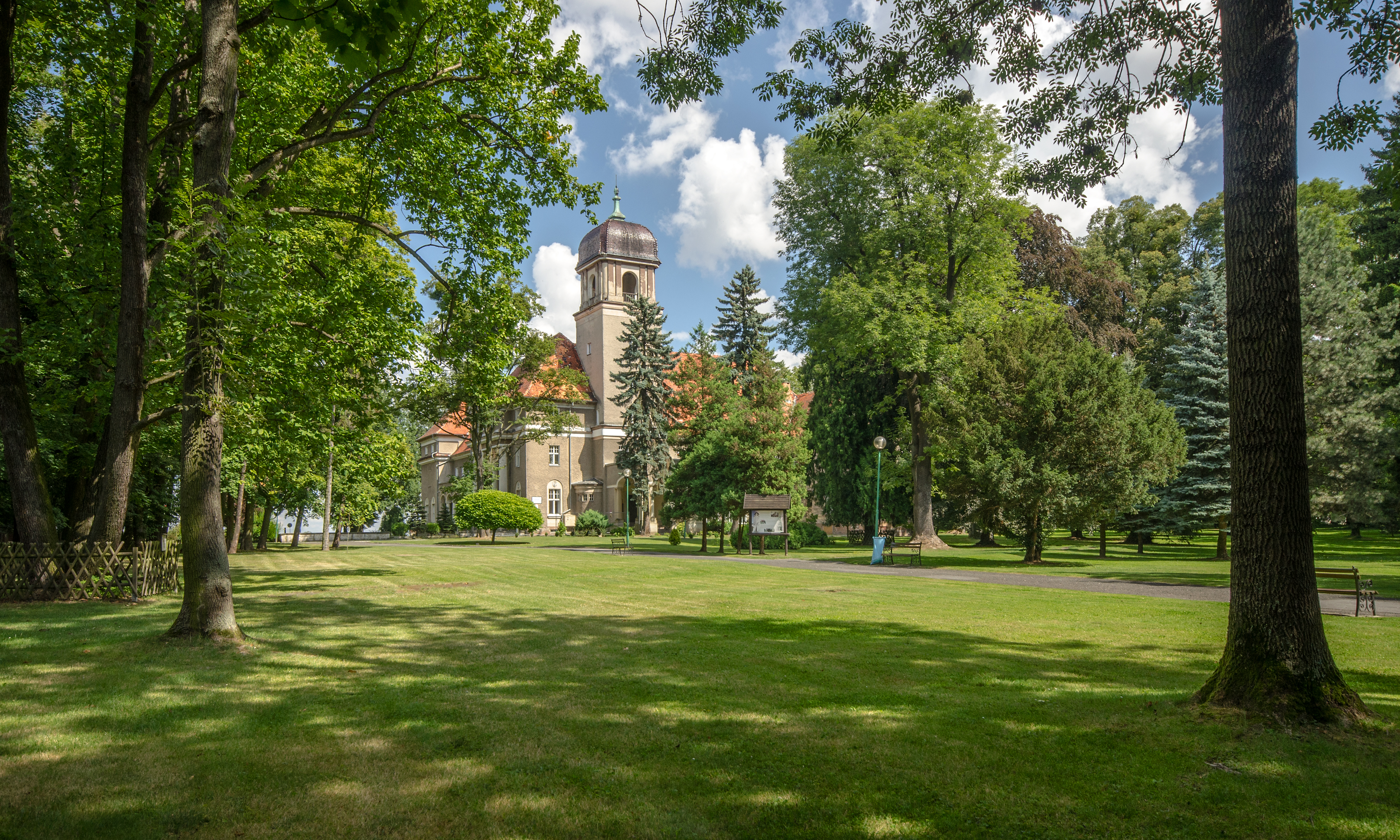
Park pałacowy
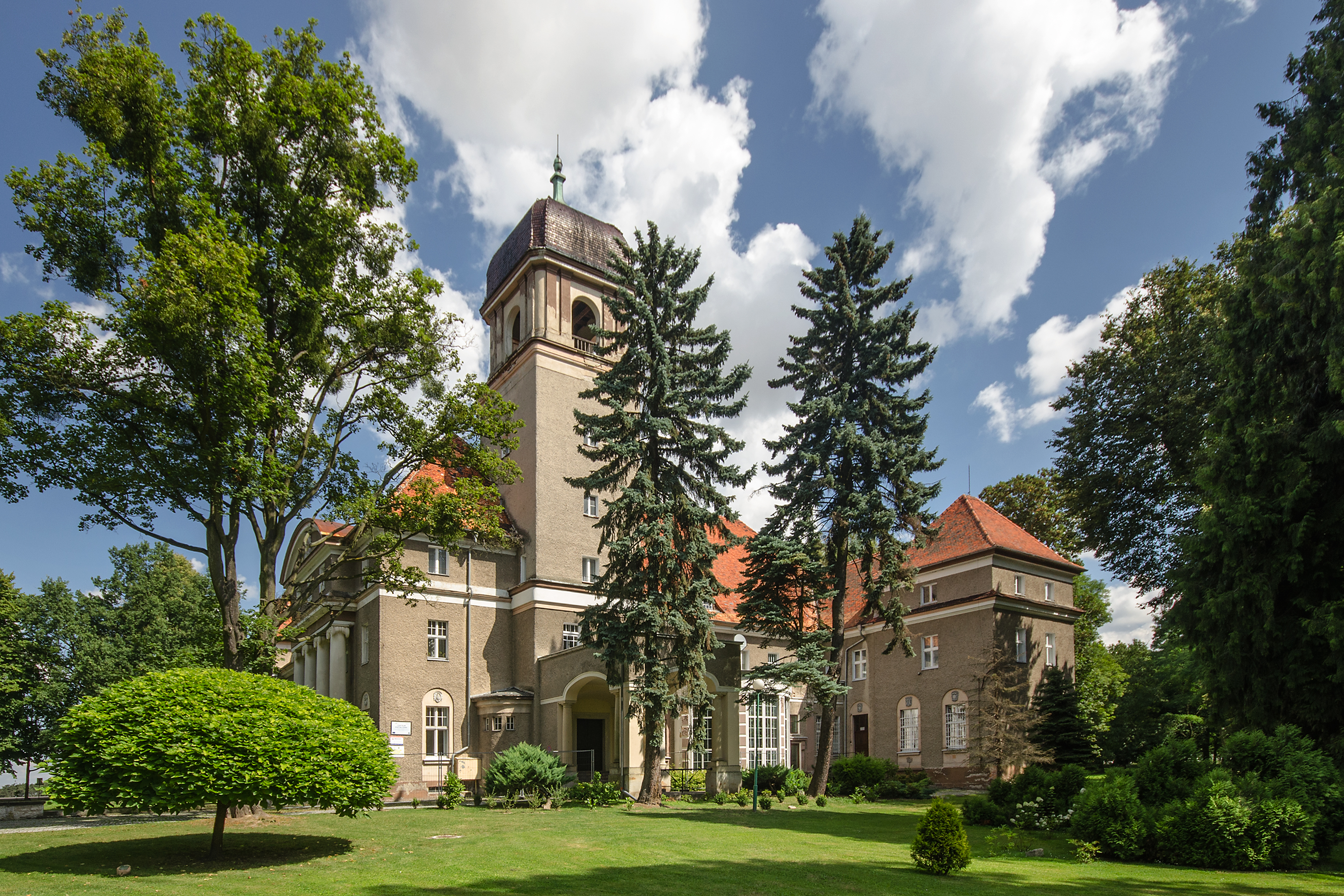
Pałac
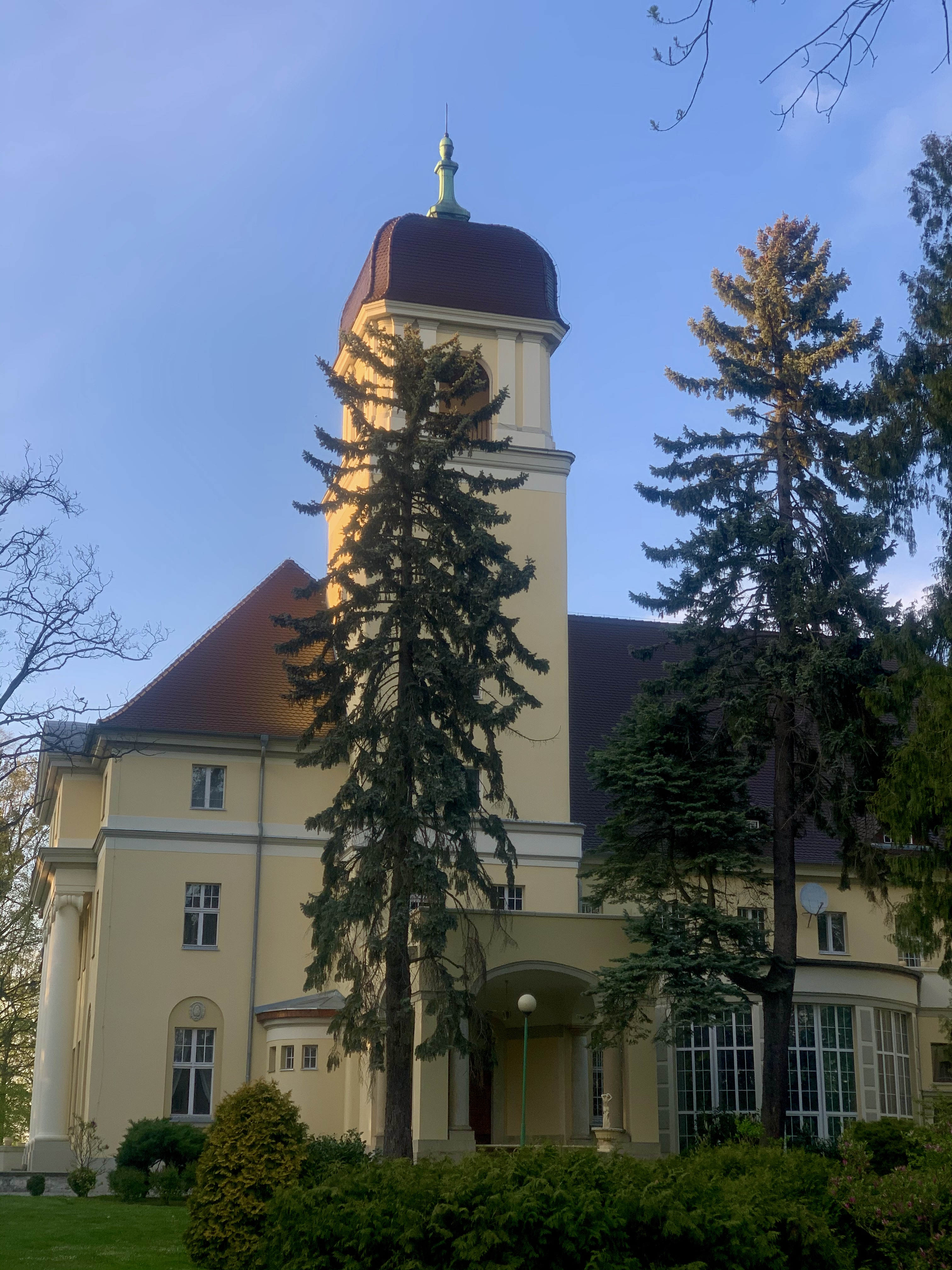
Pałac
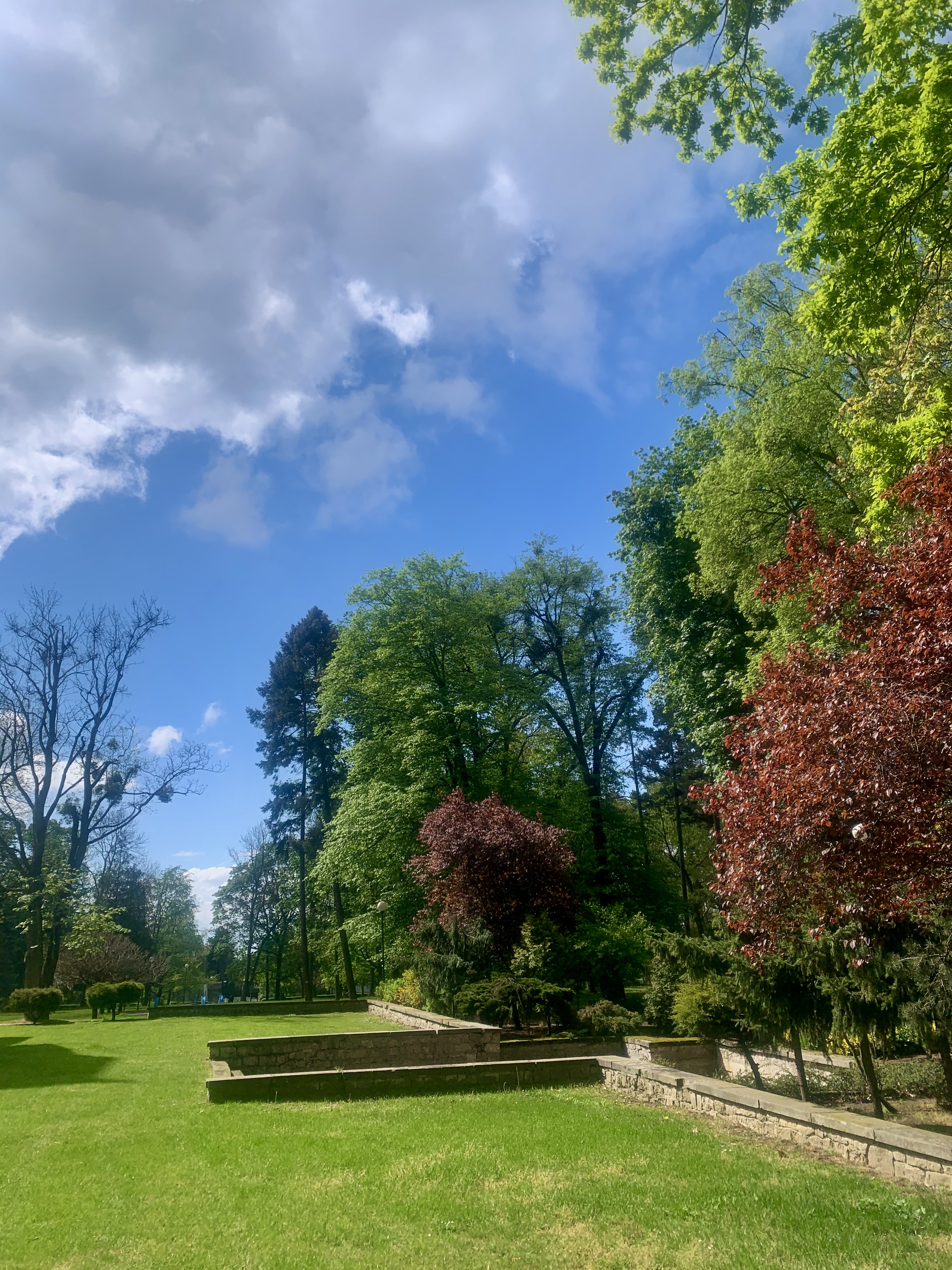
Park
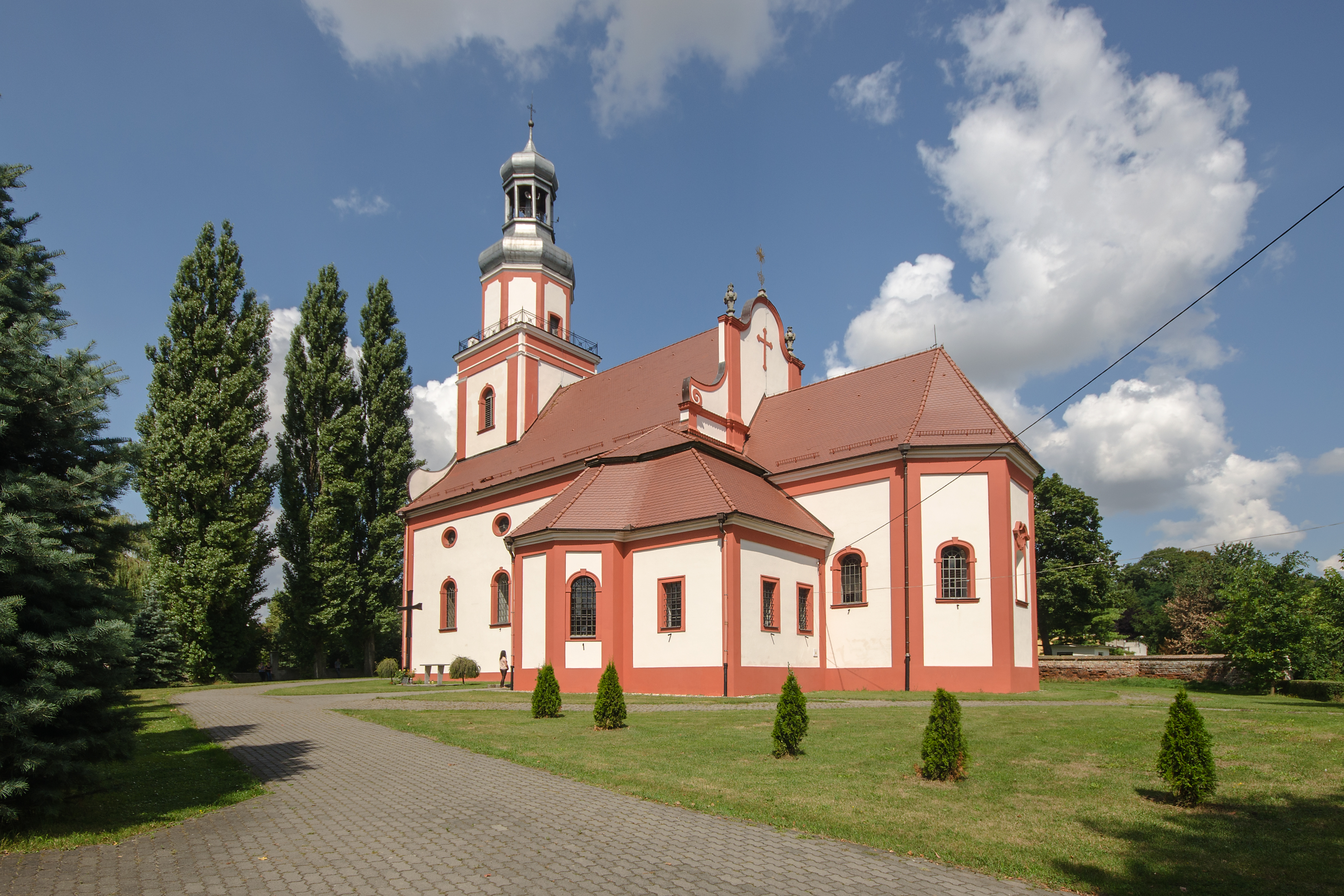
Kościół św. Jana Chrzciciela
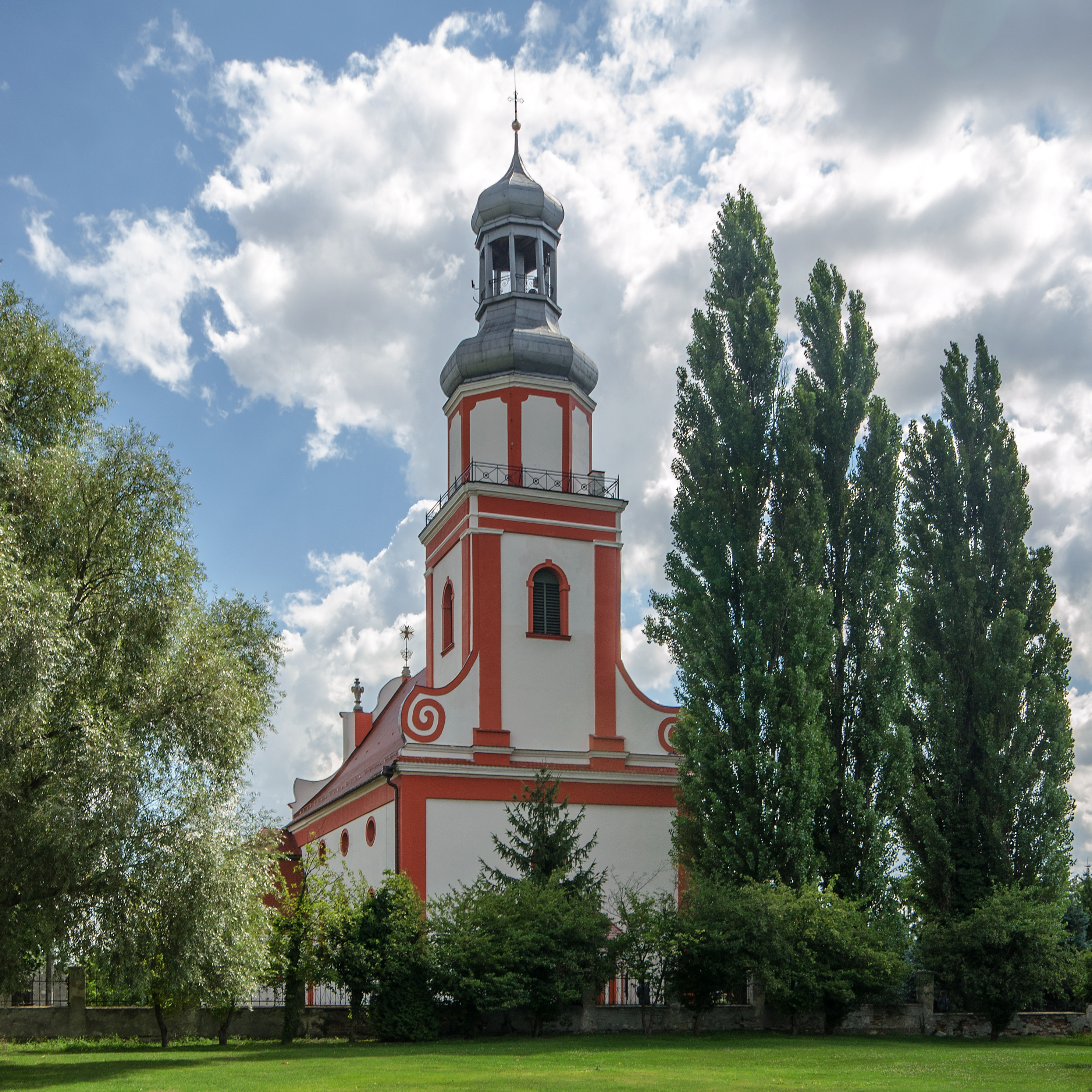
Kościół św. Jana Chrzciciela